# Piuí fosc
El piuí fosc (Contopus lugubris) és un ocell de la família dels tirànids (Tyrannidae).

## Hàbitat i distribució
Viu als clars del bosc i bosc obert de les muntanyes 1200-2150 m a Costa Rica i l'extrem oest de Panamà.